# Hajnin
Hajnin (biał. Гайнін; ros. Гайнин) – wieś na Białorusi, w obwodzie brzeskim, w rejonie lachowickim, w sielsowiecie Honczary.
Znajduje się tu rzymskokatolicka kaplica parafii Świętych Apostołów Piotra i Pawła w Niedźwiedzicy.

## Historia
W dwudziestoleciu międzywojennym leżał w Polsce, w województwie nowogródzkim, w powiecie baranowickim, w gminie Niedźwiedzica. W 1921 miejscowość liczyła 243 mieszkańców, zamieszkałych w 44 budynkach, w tym 161 Białorusinów, 75 Polaków i 7 Żydów. 232 mieszkańców było wyznania rzymskokatolickiego, 7 mojżeszowego i 4 prawosławnego.
Po II wojnie światowej w granicach Związku Sowieckiego. Od 1991 w niepodległej Białorusi.

## Ludzie związani z miejscowością
Urodził tu się białoruski działacz społeczno-narodowy i katolicki, pierwszy dyrektor Białoruskiej Sekcji Radia Watykańskiego ks. Piotr Tatarynowicz.